# 天橋驕子：全明星
《天橋驕子：全明星》（Project Runway All Stars）為美國真人秀節目《天橋驕子》的衍生節目，由美國「Lifetime」頻道播放。其節目主旨皆安排曾參加歷屆《天橋驕子》的設計師再次參與比賽。
而節目主持人均為Angela Lindvall（第1季）、Carolyn Murphy（第2季）以及Alyssa Milano（第3－7季），並且會聯同兩位時裝設計師Georgina Chapman以及Isaac Mizrahi一同擔任節目的常座評審。而《Marie Claire》總編輯Joanna Coles（第1－2季）、Anne Fulenwider（第6－7季）以及《Marie Claire》高級時尚編輯Zanna Roberts Rassi（第3－5季）並同樣作為設計師的指導顧問。

## 比賽形式
本節目的比賽形式大致與《天橋驕子》相同，每集各設計師會有不同的考驗，有時會使用非傳統衣質的材料製作服裝；為名人或特定族群設計衣服；為成衣公司設計產品，或製作專門主題的服裝。每次挑戰，他們會得到特定的金錢預算和限定的時間來製作服裝，通常都是獨立一人工作，但是有時一些主題需要分組工作。到了限期後，設計師要為模特兒換上服裝和做髮型、化妝等工序。模特兒會穿著設計師的作品走秀，同時評審們亦會評審各人的作品。其後評判們會詢問設計師的設計的意念和訪問他們分組的工作，最後會選出一名勝出設計師和一名落敗設計師，同時落敗的設計師會被淘汰。而當餘下3名設計師（第7季為4人）時，設計師會設計一個迷你系列，而最後會由評審們選出一位勝出者。

## 季度摘要
| 季度／主頁 | 首播日期       | 參加人數 | 勝出設計師           |
| ---------- | -------------- | -------- | -------------------- |
| 1          | 2012年1月5日   | 13       | Mondo Guerra         |
| 2          | 2012年10月25日 | 13       | Anthony Ryan Auld    |
| 3          | 2013年10月24日 | 11       | Seth Aaron Henderson |